# 金内吉男
金内 吉男（かねうち よしお、1933年〈昭和8年〉7月17日 - 1992年〈平成4年〉8月7日）は、日本の男性俳優、声優、ナレーター。青二プロダクション所属。東京府東京市豊島区（現在の東京都豊島区）巣鴨出身。

## 来歴
1956年、明治大学文学部卒業後、1957年5月、劇団ぶどうの会に入団し、1965年2月からフリーランスで活動。
土の会、赤坂プロを経て、青二プロダクションに所属していた。
大河ドラマに多数出演したほか、アニメ・洋画の吹替を行うなど、幅広く活動。
1992年8月7日、収縮性心膜炎のため、東京都新宿区の病院で死去。59歳没。

## 人物
声種は「甘く説得力のあるバリトン」。
趣味・特技はヨット、スキー、ゴルフ。

## 後任
金内の死後、その持ち役を引き継いだ人物は以下の通り。
| 後任・代役 | キャラクター名       | 概要作品                                       | 後任・代役の初担当作品          | 備考   |
| ---------- | -------------------- | ---------------------------------------------- | ------------------------------- | ------ |
| 石原良     | ナレーション         | 『三国志 第一部・英雄たちの夜明け』            | 『三国志 完結編・遥かなる大地』 |        |
| 森田順平   | ポール・ジェラード   | 『刑事コロンボ 美食の報酬』                    | VHS版の追加収録部分             |        |
| 石田太郎   | ハンニバル・レクター | 『羊たちの沈黙』(VHS版)                        | 『ハンニバル』（ソフト版）      | [ 9 ]  |
| 田中秀幸   | 青騎士               | 『鉄腕アトム』                                 | 『ASTRO BOY 鉄腕アトム』        |        |
| 佐久田脩   | ウォーレン・ラスキー | 『ファイナル・カウントダウン』（フジテレビ版） | WOWOW放映時の追加収録部分       |        |
| 木下浩之   | 皇帝ヨーゼフ2世      | 『アマデウス』（テレビ朝日版）                 | 吹替の力の追加収録部分          | [ 10 ] |
| 木下浩之   | HAL9000              | 『2001年宇宙の旅』                             | WOWOW放映時の追加収録部分       |        |

## 出演作品

### テレビドラマ
- 田辺劇場 / 美徳のよろめき（1961年、CX）
- 松本清張シリーズ・黒の組曲 第19話「白い闇」（1962年、NHK） - 高瀬俊吉
- 大河ドラマ（NHK）
  - 太閤記（1965年） - 池田勝入斎
  - 三姉妹（1967年） - 蛎崎新吾
  - 竜馬がゆく（1968年） -  土方歳三、佐々木三四郎
  - 樅ノ木は残った（1970年） - 畑与右衛門
  - 新・平家物語（1972年） - 藤原惟方
  - 風と雲と虹と（1976年） - 多治経明
  - 花神（1977年） - 井戸対馬守
  - 黄金の日日（1978年） - 増田長盛
  - おんな太閤記（1981年） - 菊亭晴季
  - 峠の群像（1982年） - 安井彦右衛門
  - 徳川家康（1983年） - 浅野長政
  - 武田信玄（1988年） -  勘定奉行
  - 春日局（1989年） - 平岡頼勝
- マグマ大使（1966年 - 1967年、CX） - マグマ大使の声
- 三匹の侍（CX）
  - 第5シリーズ 第3話「ゆすり」（1967年） - 武井
  - 第5シリーズ 第18話「つわものの夢」（1968年） - 天田左内
  - 第6シリーズ 第4話「さらば愛しき女よ」（1968年） - 八代左馬之介
  - 第6シリーズ 第16話「死にたい女」（1969年） - 平木
- キイハンター（TBS）
  - 第7話 「ギャング同盟」（1968年）
  - 第18話「新ギャング同盟」（1968年）
  - 第49話「宝石と女と殺し屋」（1969年）
- 帰って来た用心棒 第15話「暁に待つ」（1968年、NET）
- 銭形平次（CX）
  - 第145話「邪魔者」（1969年）
  - 第245話「長兵衛の災難」（1971年）
- あひるヶ丘77（1968年 - 1969年、CX）- ナレーション
- 海は燃えていた （1969年、THK）
- 怪奇ロマン劇場 / 八つ墓村 （1969年、NET） - 金田一耕助
- そこに生命あれば（1970年、NHK）
- 明治の群像 海に火輪を 第1話「大久保利通 西南戦争」（1976年、NHK）
- 二十五年目の顔（1977年7月14日、NHK） - 石川
- 水曜時代劇（NHK）
  - 日本巌窟王（1979年） - 松平伊豆守
  - 風の隼人（1979年） - 碇山将曹
- 七人の刑事 第35話「妻の身代金」（1979年、TBS）
- 3年B組金八先生 第1シリーズ 第15話「受験勉強一万時間」（1980年、TBS） -  岡村哲男
- 戦後史実録シリーズ 空白の900分 -国鉄総裁怪死事件- （1980年、NHK）
- 大捜査線 第30話「ひとつの愛が死んで……」（1980年、CX）
- 西部警察 PART-III 第24話「誘拐! 山形・蔵王ルート」（1983年、ANB） - 片山道彦
- 新大型時代劇 / 真田太平記（1985年、NHK） - 鈴木主水
- ドラマ人間模様 / 魚河岸ものがたり（1987年、NHK）
- 連続テレビ小説 / 凛凛と（1990年、NHK）
- ザ・ガードマン（判明分のみ、TBS）
  - 第121話「魔性の女」
  - 第159話「死の試走車」
  - 第166話「殺されに来た二人の男」
  - 第176話「新・四谷怪談」
  - 第194話「死刑執行人の歌が聞こえる」
  - 第214話「黒いロケット」
  - 第255話「怪談・手首のない幽霊」
  - 第263話「裏口入学は死を招く」
  - 第269話「団地奥さんがスターになる方法」
  - 第274話「妻の浮気は死を招く」
  - 第278話「怪談・壁からでる幽霊」
  - 第287話「チエミのモーレツ女課長を殺せ!」
  - 第299話「怪談・幽霊たちのクリスマス」
  - 第315話「危険な18歳の奥さん」

### 映画
- マグマ大使（1967年、東映・東急エージェンシー） - マグマ大使の声 ※テレビシリーズの第20話を「東映こどもまつり」内の1編として上映
- やくざ坊主（1967年、大映京都） - 同心近藤
- 囁きのジョー（1967年、松竹・斎藤プロダクション） - 三輪
- ある殺し屋の鍵（1967年、大映京都） - 荒木
- 兵隊やくざ 強奪（1968年、大映京都） - 張隊長
- 二匹の用心棒（1968年、大映京都） - 和吉
- 博徒一代 血祭り不動（1969年、大映京都） - 輪島勇一
- 女賭博師丁半旅（1969年、大映東京） - 坂巻健
- ウルトラマン物語（1984年、松竹・円谷プロダクション） - ナレーター
- いどむ 本州四国連絡橋（1988年、海洋架橋調査会・山陽映画） - 解説

### 舞台
- 雷雨（1960年、ぶどうの会） - クリーギン[11]
- ニコライ堂裏（1962年、ぶどうの会） - 信彦[12]
- 明治の楔（1962年、ぶどうの会） - 佐竹和三郎[6]
- マニラ瑞穂記（1964年、ぶどうの会） - 古賀中尉[6]

### 吹き替え

#### 俳優
アラン・ラッド
- サスカチワンの狼火（トーマス）
- サンチャゴ（キャッシュ・アダムス）
- 地獄へ片足（ミッチ）
- 島の女（カルダー）※NET旧録版
- ネブラスカ魂（スミス）
- マッコーネル物語（ジョセフ・C・マッコーネル大尉）

ピーター・オトゥール
- クリエイター（ハリー）
- パワープレイ（ゼラー大佐）
- プランケット城への招待状（ピーター・プランケット）※日本テレビ版
- 炎の砦マサダ（コルネリウス・フラヴィウス・シルヴァ）
- ラ・マンチャの男（セルバンテス / ドン・キホーテ / アロンソ・キハーナ）

マイケル・ケイン
- アシャンティ（デビッド）
- カリフォルニア・スイート（シドニー）※テレビ朝日版
- 国際諜報局（ハリー・パーマー）※TBS版（DVD収録）
- 殺しのドレス（ロバート・エリオット医師）※TBS版（ハピネット・ピクチャーズ版Blu-ray収録）
- 泥棒貴族（ハリー・トリスタン・ディーン）

ロック・ハドソン
- 暁の出撃（ララビー大佐）
- お熱い出来事（カーター）
- 九月になれば（ロバート）※TBS版
- 恋人よ帰れ（ジェリー）
- 目かくし（スノー博士）

#### 洋画・海外ドラマ
- 愛の狩人（サンディ〈アート・ガーファンクル〉）※ビデオ・LD版
- アマデウス（皇帝ヨーゼフ2世〈ジェフリー・ジョーンズ〉）
- 赤い空（エド・ミラー〈ジェフリー・ハンター〉）
- 青い大きな海（スカルチョ〈イブ・モンタン〉）
- いまだ見ぬ人（ジャン・クロード・ブリアリ）
- 宇宙家族ロビンソン・第1シーズン（ジョン・ロビンソン博士〈ガイ・ウィリアムス〉）
- 宇宙水爆戦（カル・ミーチャム博士〈レックス・リーズン〉）※NET版
- 大人は判ってくれない（ジュリアン〈アルベール・レミー〉）
- 怪傑ゾロ（ガイ・ウィリアムス）
- カサノバ（ジャコモ・カサノバ〈ドナルド・サザーランド〉）※テレビ朝日版（HDニューマスター版Blu-ray・DVD収録）
- 機械じかけのピアノのための未完成の戯曲（ニコライ・トリレツキー〈ニキータ・ミハルコフ〉）※NHK版
- 偽装の女（ブラウン〈フランチョット・トーン〉）※NHK版
- キャット（ロバート・ロッジア）
- 恐怖の13日間（ナレーション）
- キリマンジェロの決斗（ロバート・テイラー）
- 刑事コロンボ 美食の報酬（ポール・ジェラード〈ルイ・ジュールダン〉）
- 刑事ロニー・クレイブン（グローガン）
- 高官誘拐（ナレーション）
- 最後の銃撃（スチュアート・グレンジャー）
- ザイラーの初恋物語（ペーター〈トニー・ザイラー〉）
- サウンド・オブ・ミュージック（フォン・トラップ大佐〈クリストファー・プラマー〉）※ソフト版
- 殺意（ポール・ワグナー〈モーリス・ロネ〉）
- 殺人者たち（ジョニー・ノース〈ジョン・カサヴェテス〉）
- ザ・ディープ（デヴィッド・サンダース〈ニック・ノルティ〉）※機内上映版
- 三銃士（アラミス〈リチャード・チェンバレン〉）
- サンセット77 「愛と欲」
- 三人のあらくれ者（コルト・ソンダース大尉〈チャールトン・ヘストン〉）※テレビ東京版
- ジェシカおばさんの事件簿
  - 「クラリネットのすすり泣き」（シメオン・カーショー警部〈ブラッドフォード・ディルマン〉）
- ジェーン・ピットマン（記者クェンティン〈マイケル・マーフィー〉）
- 十二人の怒れる男（陪審員12番〈ロバート・ウェッバー〉）※テレビ朝日版
- 深海からの脱出（ナレーション）
- スカーフェイス（アレハンドロ・ソーサ〈ポール・シェナー〉）※テレビ東京版
- スター・ウォーズ エピソード4/新たなる希望（ガーヴェン・ドレイス、ナレーター）※日本テレビ版1
- スペース1999（アラン・カーター〈ニック・テイト〉）
- 0011ナポレオン・ソロ（サティン〈リカルド・モンタルバン〉）第9話、（ファーミントン）第19話、（スビニオン）第61話
- 潜航決戦隊（デューイ・コナーズ少佐〈ダナ・アンドリュース〉）※NET新録版
- 大草原の小さな家
  - 「ベイカー先生休診」（ローガン〈バール・ディベニング〉）
- タイムトンネル
  - 「リンカーン暗殺計画」（ジェレマイヤー〈スコット・マーロー〉）
  - 「スパイと怪獣」（ニモン〈ロバート・デュヴァル〉）
- 大陸横断超特急（ロジャー・デヴロー〈パトリック・マクグーハン〉）※テレビ朝日版
- チェーン・リアクション（ハインリッヒ〈ロス・トンプソン〉）※テレビ朝日版
- ティファニーで朝食を（ポール・バージャク〈ジョージ・ペパード〉）※フジテレビ版
- 電撃スパイ作戦　#5(クロフト<ジェラルド・ハーパー>)、#9 (デル・マーコ<エドワード・ブレイショー>)
- 2001年宇宙の旅（HAL 9000〈ダグラス・レイン〉）※テレビ朝日版
- 2010年（HAL 9000〈ダグラス・レイン〉）※テレビ朝日版
- バークにまかせろ（ティム・ティルソン〈ゲイリー・コンウェイ〉）
- ハウリング（フランシス〈ケヴィン・マッカーシー〉）
- ハネムーン（キット・ケリー〈アンソニー・スティール〉）
- 遥かなる地平線（ウィリアム・クラーク中尉〈チャールトン・ヘストン〉）※テレビ東京版
- 羊たちの沈黙（ハンニバル・レクター〈アンソニー・ホプキンス〉）※VHS版
- ファイナル・カウントダウン（ウォーレン・ラスキー〈マーティン・シーン〉）※フジテレビ版
- ブラックホール（ダン・ホランド〈ロバート・フォスター〉）※フジテレビ版
- 弁護士ジャッド
  - 「象牙の塔からの眺め」（ベアズリー〈デニス・ウィーバー〉）
- 北極の基地/潜航大作戦（ジョーンズ〈パトリック・マクグーハン〉）※テレビ朝日版
- ポンペイ最後の日（ピラト〈ベイジル・ラスボーン〉）
- ミステリー・ゾーン（キャラハン[13]）
- 未知との遭遇（クロード・コラム〈フランソワ・トリュフォー〉）※テレビ朝日旧録版
- 名探偵ポワロ 海上の悲劇（クラパトン）※NHK版
- モンテカルロ・ラリー（ディグビー・ドーリッシュ少佐〈ピーター・クック〉）
- 野獣暁に死す（ビル・カイオワ〈モンゴメリー・フォード〉）※TBS版
- 野性の少年　(ジャン・イタール<フランソワ・トリュフォー>)
- 遊女・杜十娘（リンフ〈類際成〉）
- 四銃士（アラミス〈リチャード・チェンバレン〉）
- ラストエンペラー（ナレーション）
- らせん階段（スティーヴン・ウォーレン〈ゴードン・オリヴァー〉）
- ラット・パトロール 第1シーズン（サム・トロイ軍曹〈クリストファー・ジョージ〉）日本テレビ系
- レナードの朝（レナード・ロウ〈ロバート・デ・ニーロ〉）※ソフト版
- ローハイド（ピート・ノーラン）
- ロンメル軍団を叩け（ヒュー・ターキントン少佐〈クリントン・グレイン〉）※フジテレビ版
- 地上最強の美女バイオニック・ジェミー（コンピューター アレックス7000）

### テレビアニメ
- 宇宙ライダーエンゼル / キャプテン・ゼロ（英語版）（1963年） - スコット・マクロード
- 鉄腕アトム (アニメ第1作)（1963年） - 青騎士、ホームスパン、他
- 科学少年J.Q（1965年） - レース
- W3（1965年） - 星光一
- 太陽の使者 鉄人28号（1980年） - 敷島博士[14]
- ハロー!サンディベル（1981年） - レスリー・クリスティー[15]
- アンドロメダ・ストーリーズ（1982年） - ナレーション

### 劇場アニメ
- FUTURE WAR 198X年（1982年） - ギブスン大統領[16]
- 時空の旅人（1986年） - 明智光秀[17]
- 宇宙皇子（1989年） - ナレーション[18]
- 三国志 - ナレーター
  - 三国志 第一部・英雄たちの夜明け（1992年）
  - 三国志 第二部・長江燃ゆ!（1993年）

### ラジオ番組
- 夜のバラード（TBSラジオ） - パーソナリティ（1966年 - 1968年）
- 金光教の時間

### ラジオドラマ
- むさしの風雲録（NHKラジオ第1）

### CD
- インフェリウス惑星戦史外伝 CONDITION GREEN（ブラフォード将軍）

### CM
- 全薬工業 『コザック』（顔出し）

### その他
- NHKスペシャル『大英博物館』（ナレーション）
- 残酷を超えた驚愕ドキュメント・カランバ（ナレーション）
- 世界・ふしぎ発見!（ナレーション）
- アメリカン・バイオレンス（1981年 日本・アメリカ合作ドキュメンタリー映画）（ナレーション）
- ヨーロッパ〜激動の20世紀（ジョン・テライン）（NHK）
- いきいき大自然（デイビッド・アッテンボロー）（NHK）